# Pallenoides opuntia
Pallenoides opuntia är en havsspindelart som beskrevs av Stock, J.H. 1965. Pallenoides opuntia ingår i släktet Pallenoides och familjen Callipallenidae. Inga underarter finns listade i Catalogue of Life.